# Haroldo da Dinamarca
Haroldo da Dinamarca (Haroldo Cristiano Frederico; 8 de outubro de 1876 - 30 de março de 1949) foi o quarto filho de Frederico VIII da Dinamarca e da sua esposa, a princesa Luísa da Suécia e da Noruega.
O príncipe prestou serviço militar no Exército Real da Dinamarca durante grande parte da sua vida e chegou ao ranking de Tenente-general.

## Primeiros anos

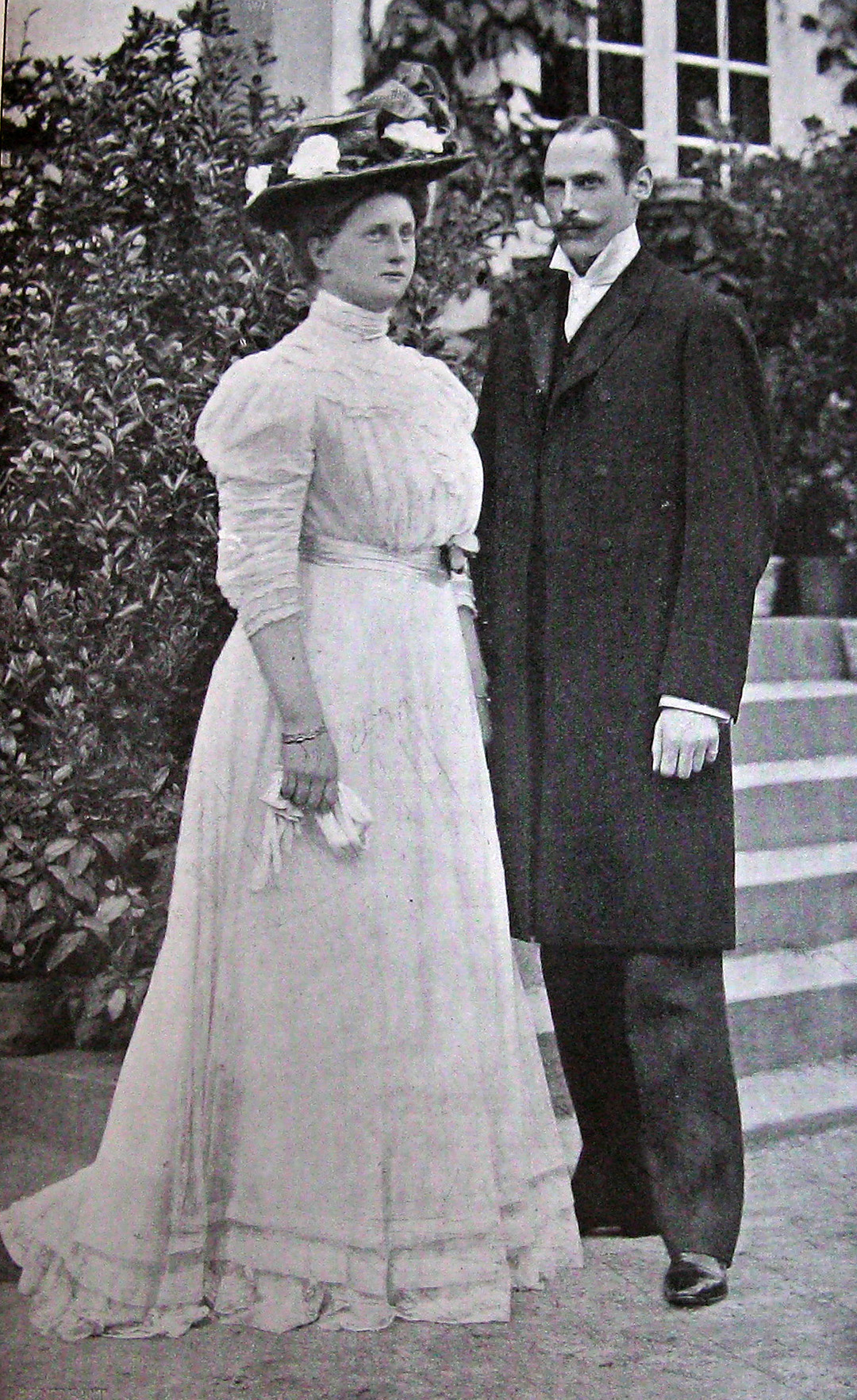
Haroldo com a sua esposa, a princesa Helena Adelaide

O príncipe Haroldo nasceu a 8 de Outubro de 1876 no Palácio de Charlottenlund, a norte de Copenhaga. O seu pai era o príncipe-herdeiro Frederico da Dinamarca (depois rei Frederico VIII), o filho mais velho do rei Cristiano IX da Dinamarca e da princesa Luísa de Hesse-Cassel. A sua mãe era a princesa-herdeira Luísa, filha única do rei Carlos XV da Suécia e da princesa Luísa dos Países Baixos.
Aos dezassete anos de idade, Haroldo iniciou a sua carreira militar, como era costume para os príncipes da época. Mais tarde, prestou serviço do Regimento dos Guardas Hussardos.

## Casamento
A 28 de Abril de 1909, quando tinha trinta-e-três anos de idade, Haroldo casou-se no Castelo de Glücksburg com a princesa Helena Adelaide de Schleswig-Holstein-Sonderburg-Glücksburg, filha de Frederico Fernando, Duque de Schleswig-Holstein-Sonderburg-Glücksburg, e da princesa Carolina Matilde de Schleswig-Holstein-Sonderburg-Augustenburg. Helena era sobrinha da imperatriz da Alemanha, Augusta Vitória, casada com o kaiser Guilherme II da Alemanha.
Depois do casamento, o príncipe Haroldo e a princesa Helena viveram numa casa de campo chamada Jægersborghus a norte de Copenhaga, uma residência privada que o príncipe tinha adquirido em 1907. Foi lá que nasceram os cinco filhos do casal, entre 1910 e 1923.

## Vida posterior
Tal como outros membros da família real dinamarquesa, a sua situação financeira foi prejudicada pela falência do Den Danske Landmandsbank em 1923. No entanto, até 1935, o príncipe e a família conseguiram manter a sua mansão, Jægersborghus, tendo-se mudado posteriormente para uma villa no norte de Copenhaga.
Quando tinha cinquenta anos de idade, o príncipe Haroldo reformou-se da vida activa no exército com o rank de Major-general. No entanto, em 1933, o seu irmão, o rei Cristiano X, nomeou-o Tenente-general.
Durante a Segunda Guerra Mundial, a princesa Helena tornou-se muito impopular na Dinamarca por apoiar a ocupação alemã da Dinamarca e o partido Nazi. Por causa desse apoio, há rumores de que os filhos da princesa cortaram relações com ela.
O príncipe Haroldo morreu a 30 de Março de 1949 em Copenhaga. Foi enterrado na Catedral de Roskilde. A princesa Helena viveu mais treze anos do que o marido, tendo falecido a 30 de Junho de 1962.

## Honras
O príncipe Haroldo era cavaleiro da Ordem do Elefante.

#### Decorações estrangeiras
- Reino Unido GCVO - Cavaleiro da Grã-Cruz da Real Ordem Vitoriana  - 11 de Outubro de 1901[3]

## Descendência
1. Feodora da Dinamarca (3 de julho de 1910 - 17 de março de 1975), casou com o seu primo, o príncipe Cristiano de Schaumburg-Lippe.
2. Carolina Matilda da Dinamarca (27 de abril de 1912 - 12 de dezembro de 1995), casou com o seu primo, o príncipe Canuto, Príncipe Herdeiro da Dinamarca.
3. Alexandrina Luísa da Dinamarca (12 de dezembro de 1914 - 26 de abril de 1962), casou com o conde Luitpold de Castell-Castell.
4. Gorm Haroldo da Dinamarca (24 de fevereiro de 1919 - 26 de dezembro de 1991), nunca se casou nem deixou descendentes.
5. Oluf da Dinamarca (10 de março de 1923 - 19 de dezembro de 1990). O primeiro casamento foi com Dorrit Puggard-Müller, divorciando-se em 1977. Casou, em segundas núpcias, com Lis Wulff-Juergensen.

## Genealogia
| Haroldo da Dinamarca | Pai: Frederico VIII da Dinamarca | Avô paterno: Cristiano IX da Dinamarca | Bisavô paterno: Frederico Guilherme, Duque de Schleswig-Holstein-Sonderburg-Glücksburg |
| Haroldo da Dinamarca | Pai: Frederico VIII da Dinamarca | Avô paterno: Cristiano IX da Dinamarca | Bisavó paterna: Luísa Carolina de Hesse-Cassel                                         |
| Haroldo da Dinamarca | Pai: Frederico VIII da Dinamarca | Avó paterna: Luísa de Hesse-Cassel     | Bisavô paterno: Guilherme de Hesse-Cassel                                              |
| Haroldo da Dinamarca | Pai: Frederico VIII da Dinamarca | Avó paterna: Luísa de Hesse-Cassel     | Bisavó paterna: Luísa Carlota da Dinamarca                                             |
| Haroldo da Dinamarca | Mãe: Luísa da Suécia             | Avô materno: Carlos XV da Suécia       | Bisavô materno: Óscar I da Suécia                                                      |
| Haroldo da Dinamarca | Mãe: Luísa da Suécia             | Avô materno: Carlos XV da Suécia       | Bisavó materna: Josefina de Leuchtenberg                                               |
| Haroldo da Dinamarca | Mãe: Luísa da Suécia             | Avó materna: Luísa dos Países Baixos   | Bisavô materno: Frederico dos Países Baixos                                            |
| Haroldo da Dinamarca | Mãe: Luísa da Suécia             | Avó materna: Luísa dos Países Baixos   | Bisavó materna: Luísa da Prússia (1808–1870)                                           |